# Melittia superba
Melittia superba is een vlinder uit de familie wespvlinders (Sesiidae), onderfamilie Sesiinae.
Melittia superba is voor het eerst wetenschappelijk beschreven door Rothschild in 1909. De soort komt voor in het Neotropisch gebied.